# Mohammed al-Hoish
Mohammed Khaled al-Hoish (arabisch محمد الهويش, DMG Muḥammad al-Huwaiš; * 30. November 1986) ist ein saudi-arabischer Fußballschiedsrichter. Seit 2014 steht er als dieser auf der FIFA-Schiedsrichterliste. In der Saudi Professional League hat er mittlerweile über 350 Spiele geleitet.

## Karriere

### Klubmannschaften
Seine ersten bekannten Partien in der Saudi Professional League leitete er in der Saison 2011/12. Ab Februar 2017 übernahm er dann auch erste Spiele auf internationaler Ebene. Hier machte er dann den Anfang mit ein paar Gruppenpartien des AFC Cup 2017. Erste Partien in der AFC Champions League, leitete er dann außerdem noch ab der Spielzeit 2021. Zudem leitet er im August 2023 ein Spiel beim Arab Club Champions Cup 2023.
Auf nationaler Ebene ist er auch schon vereinzelt beim King Cup und beim Saudi Crown Prince Cup zum Einsatz gekommen.

### Nationalmannschaften
Das erste bekannte Länderspiel, welches er leitete, war am 26. März 2015 ein Freundschaftsspiel zwischen Bahrain und Kolumbien. Sein erstes Turnier war dann der AFC Solidarity Cup 2016, wo er die Leitung bei zwei Gruppenspielen übernahm.
Anschließend folgten dann noch ein Gruppenspiel sowie ein Halbfinale beim Turnier der Asienspiele 2018 und zwei Partien bei der U-19-Asienmeisterschaft 2018. Weiter leitete er ab 2019 auch Partien die asiatischen WM-Qualifikation und auch ein Quali-Spiel für die U-23-Asienmeisterschaft.
Ende 2021 übernahm er dann schließlich erstmals die Leitung bei zwei Partien der diesjährigen Südasienmeisterschaft. Darauf folgte die Nominierung für die Asienmeisterschaft 2022, wo er Mitte des Jahres ein Gruppenspiel, wie auch ein Viertelfinale übernahm. Ein paar Monate später war er dann auch bei Südasienmeisterschaft 2023 dabei. Dies brachte ihm dann auch noch die Nominierung für die U-20-Weltmeisterschaft 2023 ein, bei welcher er weitere drei Spiele pfiff.
Für Ende 2023 ist er für die Klub-WM 2023 nominiert, wo er ein Team anleiten wird, bei welchem er von Khalaf al-Shammari und Yasir al-Sultan assistiert wird. Gemeinsam mit Khalid al-Turais wird er sich dieses Team dann auch bei der Asienmeisterschaft 2024 teilen.